# مغول‌پنجه
مغول‌پنجه (Mongolonyx) یک سرده منقرض شده از پستانداران میان‌پنجه‌سان گوشت‌خوار بوده که در دوران ائوسن میانه در مغولستان می‌زیسته‌است. این جاندار در جریان الیگوسن منقرض شد. شالای و گولدآن را توصیف کردند.
سنگواره‌های مغول‌پنجه در بسترهای سازند ایردین مانها در مغولستان پیدا شده‌است.

## گونه‌ها
- - Mongolonyx dolichognathus
  - Mongolonyx robustus